# Serie B 1985 (calcio femminile)
L'edizione 1985 è stata la sedicesima edizione del campionato F.I.G.C.F. di Serie B femminile italiana di calcio. Corrisponde al campionato 1984-1985 del calcio maschile ed è stato l'ultimo campionato femminile disputato nell'arco dell'anno solare.
Il campionato è iniziato il 17 febbraio 1985 ed è terminato il 21 luglio 1985 con assegnazione del titolo di campione di Serie B 1985 alla A.C.F. Palombini Urbe Lazio di Roma.

## Stagione

### Novità
Variazioni prima dell'inizio del campionato:
cambio di denominazione e sede:
- da "CO.FE.P. CILMAS Bologna C.F." di Bologna ad "A.C.F. Bazzano Prinz Brau" di Bazzano,
- da "U.S.F. Milan Trezzano" ad "A.C.F. Milan Trezzano" di Trezzano sul Naviglio;

hanno rinunciato al campionato di Serie B (inattive):
- "S.S. Smalvic Fiamma Sarcedo" di Sarcedo,
- "Calcistica Rovarese" di Albino,
- "A.C.F. Afragola" di Afragola, mantenendo il vincolo sulle calciatrici per un anno,
- "A.C.F. Crotone" di Crotone,
- "S.C.F. Sarno" di Sarno;

hanno rinunciato al campionato di Serie B per iscriversi alla Serie C (interregionale):
- "A.C.F. Centro Abbigliamento Biellese" di Biella,
- "A.C.F. Derthona" di Tortona,
- "A.C.F. Aurora Casalpusterla" di Casalpusterlengo;

società non aventi diritto ammesse in Serie B:
- "A.C.F. Novese" di Novi Ligure,
- "S.C.F. Alassio Cottodomus" di Alassio,
- "A.C.F. Libertas Frattese" di Frattamaggiore.

### Formula
Vi hanno partecipato 27 squadre divise in tre gironi. La prima classificata di ognuno dei tre gironi viene promossa in Serie A. Non sono previste retrocessioni in Serie C (interregionale) per ampliamento dei quadri federali.

## Girone A

### Squadre partecipanti
| Club                           | Città                 | Stagione 1984         |
| ------------------------------ | --------------------- | --------------------- |
| A.C.F. Bolzano Stil Novo       | Bolzano               | in Serie C            |
| C.S. Castrezzato               | Castrezzato           | 4º posto in Serie B/A |
| A.C.F. Conegliano Gran Mercato | Conegliano            | in Serie C            |
| A.C.F. Ford Gratton Goriziana  | Gorizia               | 6º posto in Serie B/A |
| A.C.F. Milan 82                | Bresso                | in Serie C            |
| U.C.F. Padova                  | Padova                | 1º posto in Serie C/C |
| A.C.F. Pavia                   | Pavia                 | 6º posto in Serie B/A |
| A.C.F. Rapallo                 | Rapallo               | ?                     |
| A.C.F. Trezzano                | Trezzano sul Naviglio | in Serie C            |

### Classifica finale
|  | Pos. | Squadra                 | Pt | G  | V  | N | P  | GF | GS | DR  |
|  | ---- | ----------------------- | -- | -- | -- | - | -- | -- | -- | --- |
|  | 1.   | Padova                  | 29 | 16 | 14 | 1 | 1  | 35 | 6  | +29 |
|  | 2.   | Milan 82                | 26 | 16 | 12 | 2 | 2  | 40 | 8  | +32 |
|  | 3.   | Conegliano Gran Mercato | 23 | 16 | 11 | 1 | 4  | 37 | 15 | +22 |
|  | 4.   | Ford Gratton Goriziana  | 15 | 16 | 6  | 3 | 7  | 23 | 20 | +3  |
|  | 5.   | Castrezzato             | 13 | 16 | 4  | 5 | 7  | 16 | 17 | -1  |
|  | 6.   | Pavia                   | 12 | 16 | 3  | 6 | 7  | 7  | 21 | -14 |
|  | 7.   | Trezzano (-1)           | 11 | 16 | 4  | 4 | 8  | 19 | 34 | -15 |
|  | 7.   | Bolzano Stil Novo       | 11 | 16 | 4  | 3 | 9  | 12 | 35 | -23 |
|  | 9.   | Rapallo                 | 3  | 16 | 0  | 3 | 13 | 8  | 41 | -33 |

Legenda:
      Promossa in Serie A
Note:
Due punti a vittoria, uno a pareggio, zero a sconfitta.
Il Trezzano ha scontato 1 punto di penalizzazione per una rinuncia.
La Ford Gratton Goriziana e il Rapallo hanno rinunciato al campionato di Serie B per iscriversi alla Serie C (interregionale).
Il Castrezzato e il Pavia hanno rinunciato a proseguire l'attività ufficiale dichiarandosi inattive.

## Girone B

### Squadre partecipanti
| Club                      | Città                 | Stagione 1984         |
| ------------------------- | --------------------- | --------------------- |
| S.C.F. Alassio Cottodomus | Alassio               | 9º posto in Serie B/B |
| A.C.F. Ascoli             | Ascoli Piceno         | in Serie C            |
| A.S. Attilia Nuoro        | Nuoro                 | in Serie C            |
| A.C.F. Bazzano Prinz Brau | Bazzano               | 6º posto in Serie B/B |
| A.C.F. Milan Trezzano     | Trezzano sul Naviglio | 7º posto in Serie B/B |
| A.C.F. Modena             | Modena                | 5º posto in Serie B/B |
| A.C.F. Novese             | Novi Ligure           | 9º posto in Serie B/A |
| A.C.F. Prato              | Prato                 | 2º posto in Serie B/B |
| A.C.F. Reggiana           | Reggio Emilia         | 3º posto in Serie B/B |

### Classifica finale
|  | Pos. | Squadra            | Pt | G  | V  | N | P  | GF | GS | DR  |
|  | ---- | ------------------ | -- | -- | -- | - | -- | -- | -- | --- |
|  | 1.   | Prato              | 27 | 16 | 13 | 1 | 2  | 32 | 11 | +21 |
|  | 2.   | Bazzano Prinz Brau | 25 | 16 | 10 | 5 | 1  | 28 | 10 | +18 |
|  | 3.   | Modena             | 19 | 16 | 8  | 3 | 5  | 27 | 19 | +8  |
|  | 4.   | Milan Trezzano     | 16 | 16 | 7  | 2 | 7  | 24 | 20 | +4  |
|  | 5.   | Reggiana           | 14 | 16 | 5  | 4 | 6  | 20 | 22 | -2  |
|  | 6.   | Ascoli             | 13 | 16 | 5  | 3 | 8  | 16 | 20 | -4  |
|  | 6.   | Attilia Nuoro      | 13 | 16 | 5  | 3 | 8  | 15 | 22 | -7  |
|  | 8.   | Alassio Cottodomus | 9  | 16 | 3  | 3 | 10 | 10 | 26 | -16 |
|  | 9.   | Novese             | 6  | 16 | 2  | 2 | 11 | 8  | 30 | -22 |

Legenda:
      Promossa in Serie A
Note:
Due punti a vittoria, uno a pareggio, zero a sconfitta.

## Girone C

### Squadre partecipanti
| Club                                | Città             | Stagione 1984          |
| ----------------------------------- | ----------------- | ---------------------- |
| U.S.F. Ceramiche Pantò              | Spadafora         | in Serie C             |
| C.U.S. Napoli                       | Napoli            | 3º posto in Serie B/C  |
| A.C.F. Felici Mobili Scaligeri Roma | Roma              | 4º posto in Serie B/C  |
| C.F. Fiamma Juve Siderno            | Siderno           | in Serie C             |
| A.C.F. Fulda Pneumatici Tarquinia   | Tarquinia         | in Serie C             |
| A.C.F. Libertas Frattese            | Frattamaggiore    | 10º posto in Serie B/C |
| S.S.C.F. Monteforte Irpino          | Monteforte Irpino | in Serie C             |
| A.C.F. Palombini Caffè Urbe Lazio   | Roma              | 5º posto in Serie B/C  |
| A.C.F. Salernitana                  | Salerno           | 8º posto in Serie B/C  |

### Classifica finale
|  | Pos. | Squadra                           | Pt | G  | V  | N | P  | GF | GS | DR  |
|  | ---- | --------------------------------- | -- | -- | -- | - | -- | -- | -- | --- |
|  | 1.   | Palombini Caffè Urbe Lazio        | 27 | 16 | 12 | 3 | 1  | 33 | 11 | +22 |
|  | 2.   | Fiamma Juve Siderno               | 27 | 16 | 13 | 1 | 2  | 29 | 5  | +24 |
|  | 3.   | C.U.S. Napoli                     | 22 | 16 | 8  | 6 | 2  | 23 | 11 | +12 |
|  | 4.   | Ceramiche Pantò                   | 19 | 16 | 8  | 3 | 5  | 27 | 20 | +7  |
|  | 5.   | Salernitana                       | 14 | 16 | 4  | 6 | 6  | 14 | 16 | -2  |
|  | 5.   | Fulda Pneumatici Tarquinia        | 14 | 16 | 6  | 2 | 8  | 16 | 22 | -6  |
|  | 7.   | Felici Mobili Scaligeri Roma (-1) | 7  | 16 | 2  | 4 | 10 | 7  | 24 | -17 |
|  | 8.   | Monteforte Irpino (-1)            | 6  | 16 | 2  | 3 | 11 | 12 | 29 | -17 |
|  | 9.   | Libertas Frattese (-2)            | 4  | 16 | 1  | 4 | 11 | 9  | 32 | -23 |

Legenda:
      Promossa in Serie A
Note:
Due punti a vittoria, uno a pareggio, zero a sconfitta.
La Libertas Frattese ha scontato 2 punti di penalizzazione per due rinunce.
La Felici Mobili Scaligeri Roma e il Monteforte Irpino hanno scontato 1 punto di penalizzazione per una rinuncia.

## Finale per il titolo
Alla finale per il titolo hanno partecipato le vincitrici dei tre gironi, il Padova per il girone A, il Prato per il girone B e il Palombini Caffè Urbe Lazio per il girone C. Il titolo è stato vinto dal Palombini Caffè Urbe Lazio.

## Verdetti finali
- Padova, Prato e Palombini Caffè Urbe Lazio promosse in Serie A.